# Vénérand
Vénérand település Franciaországban, Charente-Maritime megyében. Lakosainak száma 771 fő (2022. január 1.). Vénérand La Chapelle-des-Pots, Le Douhet, Écoyeux, Fontcouverte és Saint-Césaire községekkel határos.

## Népesség
A település népessége az elmúlt években az alábbi módon változott:
| Lakosok száma | 377  | 528  | 538  | 668  | 764  | 761  | 761  | 766  | 766  | 771  |
|               | 1968 | 1982 | 1990 | 2006 | 2013 | 2015 | 2017 | 2019 | 2020 | 2022 |